# Jivarus albolineatus
Jivarus albolineatus är en insektsart som beskrevs av Ronderos 1979. Jivarus albolineatus ingår i släktet Jivarus och familjen gräshoppor. Inga underarter finns listade i Catalogue of Life.